# Goretti Durán Piñeiro
Goretti Durán Piñeiro es una farmacéutica e investigadora española, especializada en la investigación de fármacos oncológicos, y la relación entre los genes y las respuestas a estos fármacos.
Es investigadora de la Unidad de Farmacogenética del Complejo Hospitalario Universitario de Santiago de Compostela.

## Biografía
Se licenció en Farmacia en la Universidad de Santiago de Compostela.
En 2007 fue farmacéutica de atención primaria en la Gerencia de Atención Integrada de Pontevedra y Salnés, del Servicio Gallego de Salud (SERGAS).
Entre los años 2008 y 2010, tras firmar un contrato de investigación en farmacogenética con la Fundación Pedro Barrié de la Maza para el programa Diana-Fundación Barrié-USC de Medicina Personalizada, investigó a fondo este tema. El programa buscaba un tratamiento para cada paciente con el fármaco «más adecuado» y la dosis «necesaria», con el objetivo de «obtener la máxima eficacia terapéutica con el mínimo riesgo y coste», en palabras de su director, Ángel Carracedo. «La eficacia media de los medicamentos dista mucho de ser la idónea», y tratamientos como la quimioterapia causan «importantes daños» en los pacientes, justificó Carracedo.
Entre 2013 y 2014 cursó un máster de Desarrollo económico e innovación en la Universidad de Santiago de Compostela. En su trabajo de fin de máster abordó una temática tan novedosa como el análisis del retorno económico y social de la inversión de la e-interconsulta de cardiología en el área de Vigo. Al mismo tiempo, mostró la importancia de realizar colaboraciones interdisciplinares para avanzar en el conocimiento.
Así mismo cursó un Máster en Oncología Farmacéutica, título propio de la Universidad de Valencia, es diplomada en Salud Pública por la Escuela Nacional de Sanidad, y obtuvo un máster en Metodología de la investigación: diseño y estadística en Ciencias de la Salud por la Universidad Autónoma de Barcelona.
En 2016 alcanzó el grado de doctora, con la tesis "Estudio farmacogenético de variantes polimórficas en genes reparadores del ADN y otros marcadores de resistencia en pacientes con cáncer de cabeza y cuello", dirigida polos profesores Ángel Carracedo, María Jesús Lamas y Rafael López López, leída en la Facultad de Medicina y Odontología de la Universidad de Santiago de Compostela.